# Periscyphops triarticulatus
Periscyphops triarticulatus is een pissebed uit de familie Eubelidae. De wetenschappelijke naam van de soort is voor het eerst geldig gepubliceerd in 1893 door Hilgendorf.